# Katja Novitskova
Katja Novitskova (Tallinn, 20 giugno 1984) è un'artista estone.
Vive e lavora ad Amsterdam e Berlino. Il suo lavoro si concentra su questioni di tecnologia, processi evolutivi, immagini digitali ed estetica aziendale. Novitskova è interessata a investigare come "i media ridefiniscono attivamente il mondo e la cultura, e tutto ciò" che è legato all'arte, alla natura e al commercio.
Il padiglione dell'Estonia ha presentato il suo If Only You Could See What I’ve Seen with Your Eyes alla 57ª Esposizione Internazionale d'Arte – La Biennale di Venezia dal 13 maggio al 26 novembre 2017. La mostra è stata curata da Kati Ilves. 
L'opera affronta il rapporto tra il dominio della visione, le industrie basate sui big data e l'ecologia in tempi di crisi biotica.